# 라이즈 오브 더 레전드: 황비홍
《라이즈 오브 더 레전드: 황비홍》(중국어: 黃飛鴻之英雄有夢, 영어: Rise of the Legend)은 2014년 공개된 액션 영화이다.

## 출연

### 주연
- 펑위옌
- 홍금보
- 안젤라베이비
- 양가휘

### 조연
- 왕조람
- 징보란
- 왕뤄단
- 장진